# Фидлер, Ахим
Ахим Фидлер (нем. Achim Fiedler; род. 1965, Штутгарт) — немецкий дирижёр.

## Биография
Первоначально получил образование скрипача в Кёльнской Высшей школе музыки у Сашко Гаврилоффа, занимался также в классе камерного ансамбля под руководством музыкантов Амадеус-квартета. В 1989—1990 гг. жил и работал в Лондоне, выступая в составе различных ансамблей. Затем отправился изучать дирижёрское мастерство — сперва в Милане у Франко Галлини, затем в Штутгарте у Томаса Унгара. Фидлер также прошёл мастер-класс Сэйдзи Одзавы в Тэнглвуде, некоторое время работал ассистентом у Бернарда Хайтинка и Карло Марии Джулини. Он успешно участвовал в нескольких дирижёрских конкурсах, выиграв в 1996 г. Международный конкурс дирижирования Кадакесского оркестра. В том же году Фидлер заменил заболевшего Рудольфа Баумгартнера за пультом Струнного оркестра Люцернского фестиваля, а в 1998 г. сменил Баумгартнера на посту руководителя этого коллектива.